# New Orleans Jesters
I New Orleans Jesters sono una società calcistica statunitense fondata nel 2003. Fino al 2009 il nome della squadra era New Orleans Shell Shockers, data la sponsorizzazione da parte della Shell Oil Company. Il club ha giocato dal 2003 al 2012 nella Premier Development League (PDL), il quarto campionato per importanza della USFA. Dal 2013 giocherà nella National Premier Soccer League.
Lo stadio in cui i Jesters giocano è il Pan American Stadium di New Orleans (Louisiana).
In dieci stagioni giocate nella PDL dal 2003, la squadra di New Orleans è riuscita a entrare nei play-off solo due volte, nel 2003 e nel 2009.

## Cronistoria
| Anno | Divisione | League  | Regular Season | Playoff                 | Open Cup        |
| ---- | --------- | ------- | -------------- | ----------------------- | --------------- |
| 2003 | 4         | USL PDL | 1° Mid South   | Finali di Conference    | Non qualificato |
| 2004 | 4         | USL PDL | 5° Mid South   | Non qualificato         | Non qualificato |
| 2005 | 4         | USL PDL | 6° Mid South   | Non qualificato         | Non qualificato |
| 2006 | 4         | USL PDL | 4° Mid South   | Non qualificato         | Non qualificato |
| 2007 | 4         | USL PDL | 5° Mid South   | Non qualificato         | Non qualificato |
| 2008 | 4         | USL PDL | 7° Mid South   | Non qualificato         | Non qualificato |
| 2009 | 4         | USL PDL | 3° Southeast   | Semifinali di Divisione | Non qualificato |
| 2010 | 4         | USL PDL | 5° Southeast   | Non qualificato         | Non qualificato |
| 2011 | 4         | USL PDL | 4° Mid South   | Non qualificato         | Non qualificato |
| 2012 | 4         | USL PDL | 5° Mid South   | Non qualificato         | Non qualificato |

## Organico

### Rosa 2008
| N. |                              | Ruolo | Calciatore             |
| -- | ---------------------------- | ----- | ---------------------- |
| 0  | Stati Uniti (bandiera)       | P     | George Rowley          |
| 1  | Brasile (bandiera)           | P     | Daniel DeSouza Barreto |
| 2  | Inghilterra (bandiera)       | C     | Neil Hayers            |
| 3  | Stati Uniti (bandiera)       | D     | Dylan Boyd             |
| 4  | Trinidad e Tobago (bandiera) | D     | Serginho Sandy         |
| 5  | Stati Uniti (bandiera)       | A     | Brandon Chagnard       |
| 6  | Inghilterra (bandiera)       | C     | Justin Porter          |
| 7  | Stati Uniti (bandiera)       | D     | Ben Callon             |
| 8  | Inghilterra (bandiera)       | D     | Stuart Hayers          |
| 9  | Argentina (bandiera)         | A     | Gabe Taboada           |
| 10 | Inghilterra (bandiera)       | A     | Daniel Waymont         |
| 11 | Stati Uniti (bandiera)       | C     | Jon Brooks             |
| 12 | Stati Uniti (bandiera)       | D     | Marc Young             |

| N. |                        | Ruolo | Calciatore       |
| -- | ---------------------- | ----- | ---------------- |
| 13 | Brasile (bandiera)     | A     | Igor Said Santos |
| 14 | Stati Uniti (bandiera) | C     | Paul Buckley     |
| 15 | Stati Uniti (bandiera) | A     | David Acosta     |
| 17 | Stati Uniti (bandiera) | D     | Indy Smith       |
| 18 | Stati Uniti (bandiera) | D     | Taylor Rice      |
| 19 | Stati Uniti (bandiera) | C     | Forrest Duncan   |
| 21 | Stati Uniti (bandiera) | D     | Nick Lambert     |
| 22 | Inghilterra (bandiera) | C     | Jamie Davies     |
| 26 | Stati Uniti (bandiera) | C     | Patrick Zelko    |
|    | Stati Uniti (bandiera) | C     | Benjamin Floyd   |
|    | Stati Uniti (bandiera) | C     | P.J. Kee         |
|    | Stati Uniti (bandiera) | P     | Sean Merfeld     |